# Chionaema erythrostigma
Chionaema erythrostigma là một loài bướm đêm thuộc phân họ Arctiinae, họ Erebidae.